# Katerîno-Platonivka, Berezivka
Katerîno-Platonivka (în ucraineană Катерино-Платонівка) este un sat în comuna Konopleane din raionul Berezivka, regiunea Odesa, Ucraina.

## Demografie
Componența lingvistică a localității Katerîno-Platonivka
     Ucraineană (85,13%)
     Română (7,69%)
     Rusă (6,15%)
     Alte limbi (0,51%)
Conform recensământului din 2001, majoritatea populației localității Katerîno-Platonivka era vorbitoare de ucraineană (85,13%), existând în minoritate și vorbitori de română (7,69%) și rusă (6,15%).